# Побрежје (Дубровник)
Побрежје је насељено место у саставу града Дубровника, Дубровачко-неретванска жупанија, Република Хрватска.

## Историја
До територијалне реорганизације у Хрватској налазило се у саставу старе општине Дубровник. Као самостално насељено место, Побрежје постоји од пописа 2001. године. Настало је издвајањем дела насеља Дубровник.

## Становништво
На попису становништва 2011. године, Побрежје је имало 118 становника. За национални састав 1991. године погледати под Дубровник.
| Број становника по пописима | Број становника по пописима | Број становника по пописима | Број становника по пописима | Број становника по пописима | Број становника по пописима | Број становника по пописима | Број становника по пописима | Број становника по пописима | Број становника по пописима | Број становника по пописима | Број становника по пописима | Број становника по пописима | Број становника по пописима | Број становника по пописима | Број становника по пописима |
| --------------------------- | --------------------------- | --------------------------- | --------------------------- | --------------------------- | --------------------------- | --------------------------- | --------------------------- | --------------------------- | --------------------------- | --------------------------- | --------------------------- | --------------------------- | --------------------------- | --------------------------- | --------------------------- |
| 1857                        | 1869                        | 1880                        | 1890                        | 1900                        | 1910                        | 1921                        | 1931                        | 1948                        | 1953                        | 1961                        | 1971                        | 1981                        | 1991                        | 2001                        | 2011                        |
| 0                           | 0                           | 35                          | 44                          | 47                          | 46                          | 0                           | 0                           | 33                          | 31                          | 32                          | 40                          | 0                           | 0                           | 89                          | 118                         |

Напомена: У 2001. настало издвајањем из насеља Дубровник. Од 1880. до 1910. исказивано под именом Побријеси, а од 1948. до 1971. под именом Побреже. У 1857., 1869., 1921. и 1931. подаци су садржани у насељу Петрово Село, а у 1981. и 1991. у насељу Дубровник.